# Varanasi (distrikt)
Varanasi är ett distrikt i den indiska delstaten Uttar Pradesh, och hade 3 138 671 invånare år 2001 på en yta av 1 578 km². Det gör en befolkningsdensitet på 1 989,0 inv/km². Den administrativa huvudorten är staden Varanasi. De största religionerna är hinduism (83,72 %) och islam (15,85 %).

## Administrativ indelning
Distriktet är indelat i två kommunliknande enheter, tehsils:
- Pindra, Varanasi

## Städer
Distriktets städer är huvudorten Varanasi samt Baragaon, Gangapur, Kandwa, Kotwa, Lohta, Maruadih Railway Settlement, Phulwaria, Ramnagar, Shivdaspur och Varanasi (Cantonment).
Urbaniseringsgraden låg på 40,16 procent år 2001.